# Leia incompleta
Leia incompleta är en tvåvingeart som beskrevs av Charles Howard Curran 1928. Leia incompleta ingår i släktet Leia och familjen svampmyggor. Inga underarter finns listade i Catalogue of Life.